# Рудненский сельсовет (Гомельская область)
Рудне́нский сельсовет — административная единица на территории Житковичского района Гомельской области Республики Беларусь. Административный центр — агрогородок Кольно.

## История
Решением Гомельского областного Совета депутатов от 14.05.2014 № 13 «О некоторых вопросах административно-территориального устройства Житковичского района Гомельской области» деревня Подовж исключена из состава Рудненского сельсовета и включена в состав территории города Житковичи.

## Состав
Рудненский сельсовет включает 16 населённых пунктов:
- Борки — деревня
- Буйковичи — деревня
- Гребенёвский — посёлок
- Гребень — деревня
- Кели — деревня
- Кольно — агрогородок
- Красная Зорька — посёлок
- Млынок — деревня
- Найда — деревня
- Остранка — деревня
- Оцкованое — деревня
- Пасека — деревня
- Полянка — деревня
- Рудня — деревня
- Черетянка — деревня
- Ямица — деревня

Исключённые из состава сельсовета:
- Подовж — деревня